# Pep's (musicien)
Pour les articles homonymes, voir Pep's.
 (novembre 2008).
Si vous disposez d'ouvrages ou d'articles de référence ou si vous connaissez des sites web de qualité traitant du thème abordé ici, merci de compléter l'article en donnant les références utiles à sa vérifiabilité et en les liant à la section « Notes et références ».
Florian Peppuy dit Pep's est un auteur, compositeur et interprète français, né le 15 mai 1980 à Saint-Lattier (Isère) , qui a formé en 2001, à Grenoble, un groupe auquel il a également donné son nom : Pep's. La musique de Pep's tire ses influences de la soul, de la pop, du reggae, du folk, ou encore du funk.

## Biographie
Florian Peppuy découvre la musique à l'âge de six ans en faisant l'apprentissage du trombone. Une dizaine d'années plus tard, il commence à composer au sein d'un groupe nommé Les Recyclés. À dix-huit ans, il quitte Grenoble pour Paris, et adopte son nom de scène. Pendant deux ans, il joue dans la rue, les bars ou bien le RER. Il retourne ensuite dans sa région natale, s'installe à Saint-Marcellin, et rassemble autour de lui des musiciens afin de former le groupe Pep's. Le groupe se compose du bassiste des Recyclés, Philippe Berruyer (dit Philou), de son ami d'enfance, le batteur Alexandre Combeau, du saxophoniste Guillaume Diederichs, médaillé d'or du conservatoire de Grenoble, ainsi que de l'artiste multi-instrumentiste (clavier, scratch, percussions, chœurs) Dan-Luc Bicrame (dit DLB). Richard Pesenti, un autre ami d'enfance de Peppuy les rejoint et devient le manager du groupe.
En 2001, le groupe autoproduit et sort son premier CD de six titres Suivez le Flo, puis enchaîne quelques dizaines de dates, pour gagner ensuite le tremplin Déjeuner en Herbe de Tullins (Isère), qui leur permet d'enregistrer quelques titres (M'asseoir, Lentement, Le Soleil de ta pensée) non commercialisés.
En 2003, après plus de 300 concerts, Pep's enregistre son premier album Au sourire de l'âme avec Fred « Brain » Monestier.
Le titre Liberta sur lequel figure la chanteuse Djazia Satour du groupe Mig, bien que non médiatisée, bénéficie d'une importante notoriété.
Un maxi intitulé En attendant sort en 2006. Il est composé de quatre titres aux couleurs live (puisés parmi près de 500 concerts), mais aussi de deux inédits J'te serre, et Tristan, un hommage au champion de snowboard Tristan Picot, ami des Pep's, disparu à Jackson Hole (États-Unis) le 4 janvier 2003 dans une avalanche.
À la même époque, Alexandre Combeau et Guillaume Diederichs quittent le groupe, pour se consacrer à d'autres activités. Guillaume Marocco (dit Guy 2 Mop), batteur grenoblois, prend la place laissée vacante par Alexandre Combeau.  En 2007, Pep's signe un contrat d'artiste avec le label Écho production, créé par Mike d'Inca, le leader du groupe Sinsémilia, et achève, en octobre 2007, le mixage du nouvel album, réalisé par Laurent Guéneau.
En mai 2008, Sébastien Genty, guitariste et ami d'enfance des Pep's, rejoint le groupe.
Le 5 décembre 2008, leur album Utopies dans le décor sort dans les bacs.
Le groupe est nommé aux Victoires de la musique 2009 dans la catégorie « Artiste révélation du public ».
Le 1er mars 2009, le single Liberta, signé en distribution chez AZ/Universal, se classe nº 1 du Top singles des meilleures ventes officielles de disques en France, durant deux semaines.
Le 5 novembre 2009, lors de son concert à l'Olympia, Pep's reçoit un disque de platine pour Utopies dans le Décor récompensant 150 000 albums vendus.
En 2011, Pep's enregistre un nouvel album Équilibre sauvage inclus les singles Ma Gueule et En solo.
En 2012, Pep's chante en duo avec la jeune chanteuse belge Wendy Nazaré sur le titre Lisboa extrait de l'album À tire d'ailes (2e album de cette chanteuse) (Réf. SPPF / MyMajorCompany 8345123032).
En 2012, Pep's participe à l'album Gyrafrique de Gyraf.
En 2014, il a accompagné les Fréro Delavega pour une tournée acoustique dans toute la France.
En 2015, il s'associe avec le chanteur Clem pour former le groupe Grand Ocean.
En 2019 sort l'album "Paris-Dakhla".
En juin 2023, il est à l'affiche du festival "La voix lactée" à Bordes de Rivière (Haute-Garonne).

## Discographie

### Singles
- 2008 : Liberta (Radio Edit 2008)
- 2009 : Liberta
- 2009 : Mélodie
- 2011 : Ma gueule
- 2011 : En Solo
- 2017: Elma

## Membres du groupe
- Florian Peppuy (dit Pep's) : guitare/chant;
- Philippe Berruyer (dit Philou) : basse;
- Dan luc Bicrame (dit DLB): scratch/clavier/percussions/chœurs;
- Guillaume Marocco (dit Guy 2 Mop) : batterie.
- Sébastien Genty : guitare (depuis mai 2009).

Ont quitté le groupe en 2007 :
- Alexandre Combeau (dit Louison) : batterie.
- Guillaume Diederichs : saxophone.

## Récompenses
- Victoire du tremplin Déjeuner en Herbe de Tullins (38) en 2001 ;
- Prix du Festival de Romans (26) de la création sur Internet, catégorie « musique » en 2006 ;
- Nomination aux Victoires de la musique 2009, catégorie Artiste révélation du public.
- Disque de platine pour "Utopie dans le décor"